# 克利福德·杜邦
克利福德·沃尔特·杜邦 GCLM，ID （英語：Independence Decoration (Rhodesia)，1905年12月6日—1978年6月28日），是一位出生于英国的罗得西亚政治家，曾担任该国行政官（1965年至1970年）和总统（1970年至1975年）职位。杜邦出生于伦敦，有律师资格。在第二次世界大战期间，他曾在北非担任英国皇家炮兵的军官，之后于1947年首次到访南罗得西亚。一年后，他回国开办了一个牧场，并在1950年代初定居，此时该国已成为罗得西亚与尼亚萨兰联邦的领土。
1965年11月11日，当伊恩·史密斯领导下的罗得西亚政府发布了从英国的单方面独立宣言时，作为副总理的杜邦是第二个签署的人。史密斯试图任命杜邦为总督，以取代英国任命的总督汉弗莱·吉布斯，但未能如愿，转而任命他为行政官。他一直担任这一职务，直到1970年，在宣布成立共和国后，他成为总统。在最后一次任命期间，他因身体不适，于1976年退休，两年后的1978年去世。

## 早年生活
杜邦于1905年12月6日出生于伦敦，具有胡格诺派背景，父母是阿尔弗雷德·沃尔特和威妮弗雷德·玛丽·杜邦，他们的家庭由两个哥哥和一个姐姐组成，后来又增添一个妹妹。他的父亲创办了一家商业公司，主要从事“抹布贸易”。杜邦曾在彼谢普斯托福学院和剑桥大学克莱尔学院学习法律。他于1929年取得律师资格，并于1933年成立了自己的律师事务所。
杜邦大学期间曾在皇家炮兵军官训练团服役，第二次世界大战爆发时，他被委任进入炮兵部队，并担任一个轻型防空营的副官。1944年欧洲解放期间，他曾在北非服役，是艾森豪威尔将军的幕僚，以陆军部官员的身份结束了战争。

## 移居罗得西亚
1947年，杜邦曾短暂访问南罗得西亚，1948年返回。他在索尔兹伯里（现在的哈拉雷）以南的费瑟斯通购买了土地，把那里变成了一个成功的养牛场。他在1950年代初定居，当时罗得西亚与尼亚萨兰联邦已经成立，包括南罗得西亚作为其领土构成的一部分，但他最初没有参与政治。在这十年的晚些时候，悲剧袭击了他多次：1957年，他的第二任妻子去世，1958年，他的儿子和女儿都死于空难。

## 初入政壇
1958年，他进入政坛，在维多利亚堡（现马斯温戈）联邦选区赢得自治领党选票。四年后的大选中，他代表罗得西亚阵线（RF）参选，并成功当选南罗得西亚议会议员。与此同时，他被任命为司法部长。
然而，杜邦对总理温斯顿·菲尔德的表现并不满意，1963年中非联邦解体后，菲尔德未能从英国独立，他和被称为“牛仔”的德斯蒙德·拉德纳·伯克联合起来推翻了菲尔德，并任命伊恩·史密斯为总理。
1964年10月，杜邦挫败了罗伊·韦伦斯基爵士在联邦解体后重新进入罗得西亚政坛的企图。韦伦斯基曾担任反对党联合联邦党（他将其更名为罗德西亚党）的领导人，并在阿伦德尔参加补选，但杜邦有意辞去了当前所代表的选区以与他竞争。选举中，杜邦以1079票对633票击败了韦伦斯基。
杜邦与崛起的RF政治家伊恩·史密斯建立了密切的关系，协助后者于1964年成为总理，并因此晋升为史密斯的副手。作为罗得西亚副总理，他负责外交事务，并于1965年6月增加了国防部长职务。

## 羅德西亞單方面宣布獨立
从1964年8月起，杜邦担任罗得西亚副总理，并担任史密斯的外交部长（从1965年6月起增加了国防部长职务）。当史密斯于1965年11月11日发表单方面独立宣言（UDI）时，杜邦是该文件的第二位签署人。
史密斯政府最初继续宣称效忠女王伊丽莎白二世。因此，它继续承认伊丽莎白为国家元首，并宣誓效忠“罗德西亚女王伊丽莎白陛下及其继承人和继任者”。与此同时，史密斯政府不再承认她的“合法”代表总督汉弗莱·吉布斯爵士的权威。当吉布斯根据白厅的命令正式解雇史密斯和他的整个内阁时，史密斯坚持认为吉布斯解雇政府的保留权力已经不复存在。相反，11月17日，他任命杜邦为“代理行政官”。
UDI的反对者认为这是非法之举，如立法议会的独立议员阿恩·帕利，他拒绝承认杜邦的职位，并在杜邦发表致辞时退出了议会开幕式。
1965年12月2日，史密斯给女王写了一封亲笔信，要求她接受杜邦为罗得西亚的总督。对此，白金汉宫回应称，“女王陛下无法接受所谓的此类建议，因此很高兴指示不对其采取任何行动”。史密斯试图维护他作为女王陛下的罗得西亚总理所声称的特权。然而，英国在国际社会几乎一致的支持下，坚持认为吉布斯是女王在其仍然认为是南罗得西亚殖民地的唯一合法代表，因此是该地区唯一的合法当局。
根据1965年《宪法》，如果女王在首相提出建议后14天内没有任命总督，则应任命摄政。然而，为了尊重王室，12月16日，史密斯修改了最初的计划，杜邦被任命为政府行政官。他将继续使用这个头衔，直到1970年宣布成立共和国。
在1969年6月24日举行的宪法公投中，以白人为主的选民批准了一部新宪法，使罗得西亚成为一个共和国，总统担任国家元首。立法议会于11月17日通过了一项法案，并于11月27日由杜邦签署成为法律。杜邦作为行政官的最后一项职责是于1970年3月2日签署共和国宣言。

## 总统
1970年3月2日宣布成立共和国后，杜邦被任命为临时总统，等待4月10日根据新宪法举行的选举。当罗得西亚正式宣布为共和国时，议会于4月14日选举杜邦为总统。在任期后期，他因长期健康状况不佳，于1975年12月31日退休。

## 个人生活
克利福德和芭芭拉·杜邦于1933年在伦敦结婚。他们于1942年离婚，育有两个孩子：希拉里和格雷厄姆。1942年，格雷厄姆在英格兰童年时去世。1946年，他在肯辛顿登记处与第二任妻子贝蒂·伍德结婚。伍德比他小十五岁。1947年，他们生下一个儿子，斯蒂芬。贝蒂于1957年在索尔兹伯里去世，安葬在沃伦山。1958年，他的两个孩子希拉里和斯蒂芬因其乘坐的中非航空公司航班在班加西附近坠毁而丧生。
1963年5月23日，他与来自康沃尔郡的阿梅内尔·玛丽·贝蒂·班纳特结婚，她是罗得西亚阵线的分支组织成员。他们没有生下孩子。阿梅内尔于2000年4月10日在哈拉雷去世。
1978年6月27日，杜邦因被认为患癌症而在接受镭治疗时去世。

## 获奖经历
- 罗得西亚功绩勋章（英语：Legion of Merit (Rhodesia)）（Grand Commander—Civilian Legion of Merit，GCLM）
- 罗得西亚独立勋章（Independence Decoration，ID）

## 出版物
- Dupont, Clifford. . Bulawayo, Rhodesia: Books of Rhodesia Publishing Co. (Pvt) Ltd. 1978. ISBN 0-86920-183-2.